# Castelserás
Castelserás – gmina w Hiszpanii, w prowincji Teruel, w Aragonii, o powierzchni 31,52 km². W 2011 roku gmina liczyła 834 mieszkańców.